# トヨタシステムインターナショナル
株式会社トヨタシステムインターナショナル （英：Toyota System International Inc. 略称：TSI) は、かつて存在した事務システム関連のシステム会社である。2001年にトヨタコミュニケーションシステムに統合された。

## 沿革
- 1991年11月 - トヨタ自動車、日本IBM及び東芝の3社合弁により、株式会社トヨタシステムインターナショナルを設立（資本金7億円）。
- 2001年4月 - トヨタシステムリサーチ、トヨタソフトエンジニアリング及び当社の3社が合併し、株式会社トヨタコミュニケーションシステムを設立。